# Aachen-Rothe Erde
Aachen-Rothe Erde – przystanek kolejowy w Akwizgranie, w kraju związkowym Nadrenia Północna-Westfalia, w Niemczech. Przystanek został otwarty w 1875. Znajdują się tu 2 perony.

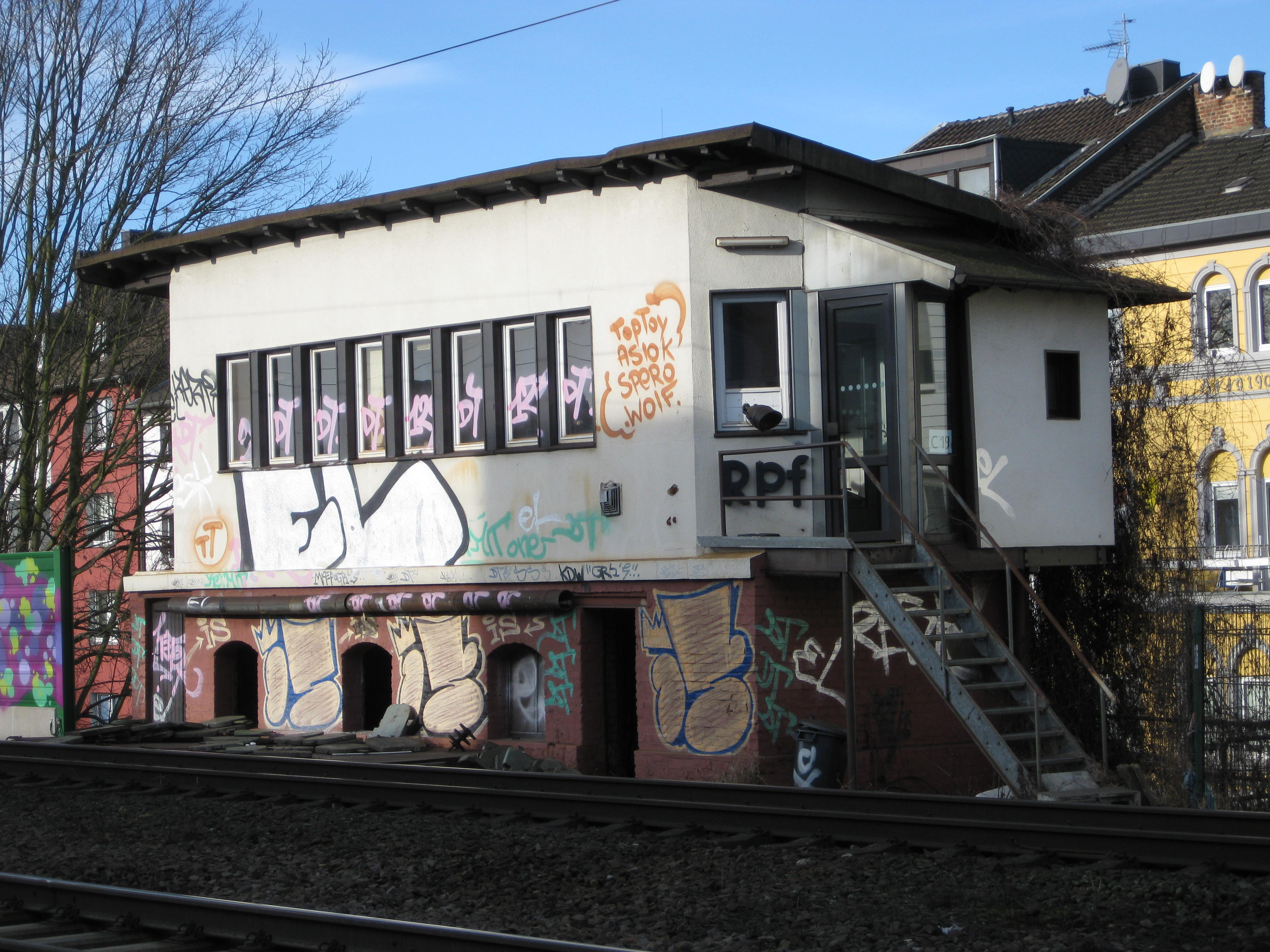
Dawna nastawnia
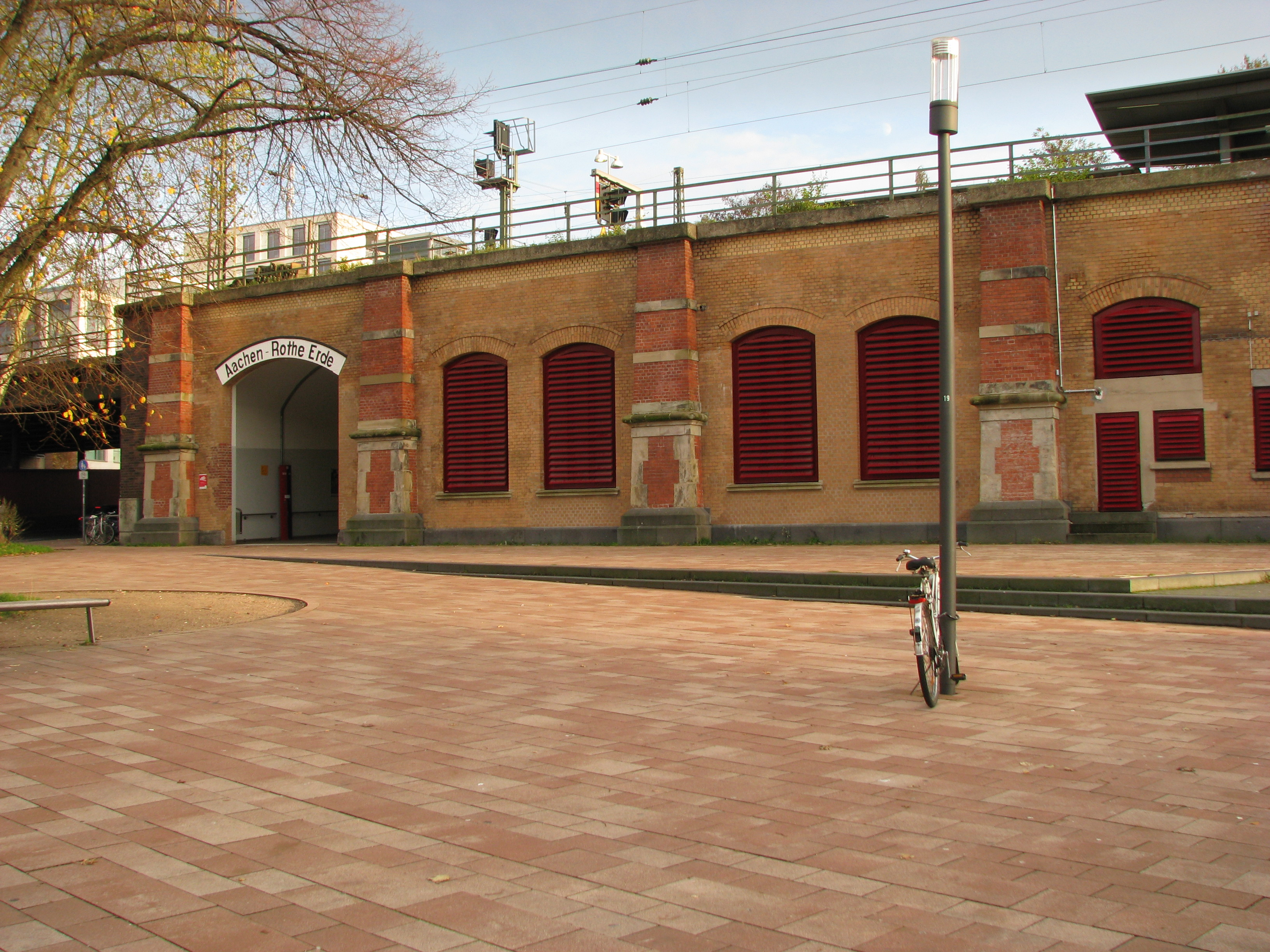
Zachodnie wejście
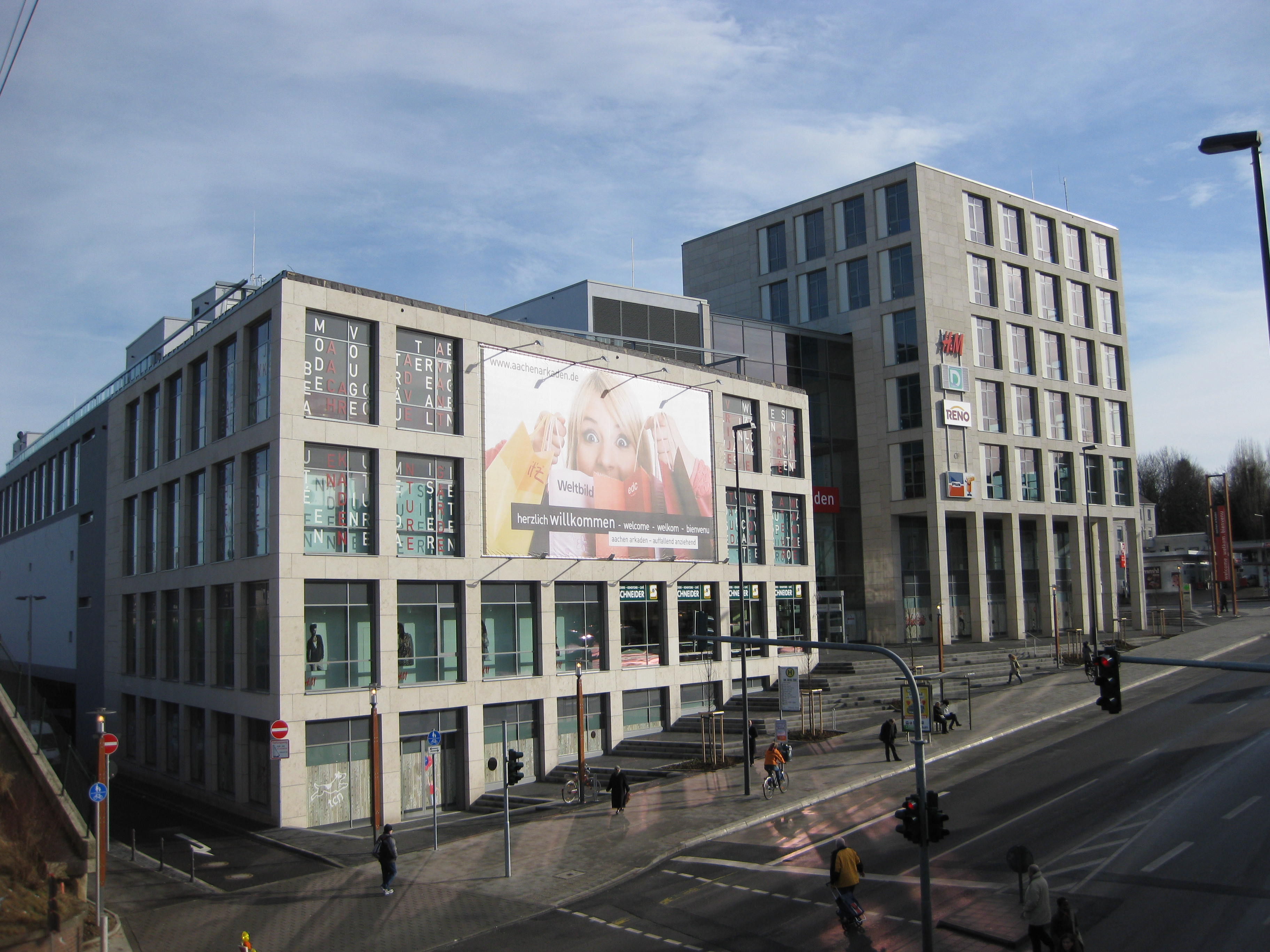
Sklep przy dworcu towarowym
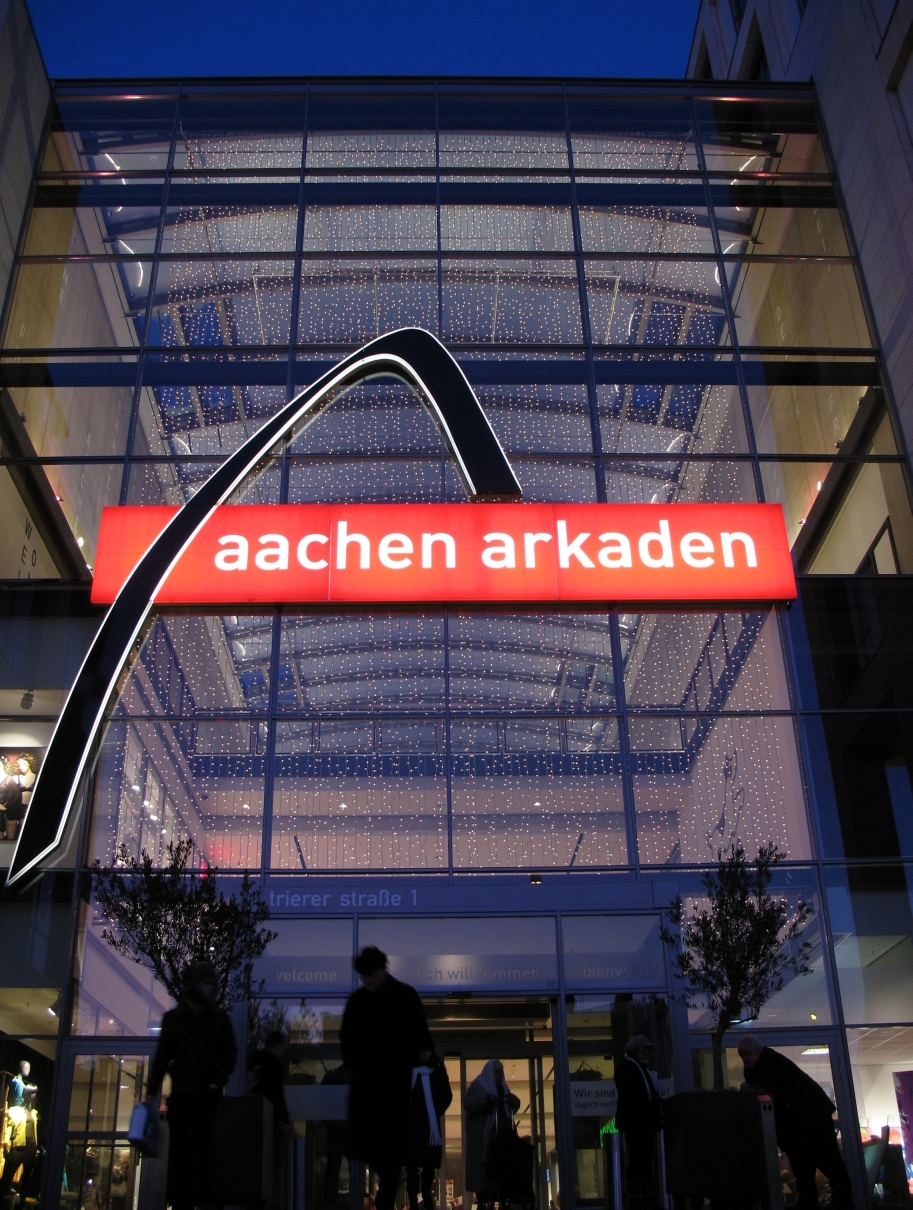